# Ту-енд-Ван-Гаф-Майл-Віллидж
Ту-енд-Ван-Хаф-Майл-Вілледж (англ. Two and One-Half Mile Village) — громада на території Юкон, Канада, значну частину населення якої становлять представники корінних народів Північної Америки.